# Bärnzell (Ascha)
Bärnzell ist ein Gemeindeteil von Ascha und eine Gemarkung im niederbayerischen Landkreis Straubing-Bogen.

## Geografie
Der Weiler liegt einen Kilometer nördlich von Steinach und vier Kilometer südlich vom Hauptort Ascha im Tal des Steinachbachs, mehrheitlich südlich und rechts des Bachs. Er besteht aus sieben Anwesen.

## Geschichte
Bärnzell war bis 1971 eine Gemeinde mit den folgenden Gemeindeteilen / Ortsteilen:
| - Bärnzell - Deglholz - Edenhofen - Hagnzell - Herrnberg - Kienberg | - Kumpfmühl - Oberascha - Oberniedersteinach - Thanhof - Unterniedersteinach - Willersberg |

Mit der Gebietsreform in Bayern verlor sie ihre Eigenständigkeit und wurde 1971 in die Gemeinde Ascha eingegliedert. Die Gemeindefläche betrug rund 987 Hektar. Für die Jahre 1950 und 1961 ist in den Unterlagen der Volkszählungen nicht Bärnzell, sondern Kienberg als Hauptort der Gemeinde dokumentiert.

### Einwohnerentwicklung
| Jahr                                                      | 1835 | 1840 | 1852 | 1860 | 1861 | 1867 | 1871 | 1875 | 1885   | 1900   | 1925   | 1950   | 1961   | 1970 | 1987 | 2021 |
| --------------------------------------------------------- | ---- | ---- | ---- | ---- | ---- | ---- | ---- | ---- | ------ | ------ | ------ | ------ | ------ | ---- | ---- | ---- |
| Einwohner der Gemeinde Bärnzell                           |      | 252  | 256  |      | 248  | 247  | 256  | 249  | 248    | 247    | 215    | 224    | 168    | 164  |      |      |
| Fläche der Gemeinde Bärnzell in Quadratkilometern         |      |      |      |      |      |      |      |      | 9,8671 | 9,8671 | 9,8672 | 9,8797 | 9,8747 |      |      |      |
| Bevölkerungsdichte der Gemeinde Bärnzell in Einwohner/km² |      |      |      |      |      |      |      |      | 25,13  | 25,03  | 21,79  | 22,67  | 17,01  |      |      |      |
| Einwohner Ort Bärnzell                                    | 40   |      |      | 18   | 18   |      | 22   | 19   | 27     | 28     | 24     | 28     | 21     | 24   | 20   |      |
| Wohngebäude Ort Bärnzell                                  | 4    |      |      | 3    |      |      |      |      | 3      | 4      | 4      | 5      | 5      |      | 5    | 7    |